# Giacomo da Recanati
Pour les articles homonymes, voir Recanati (homonymie).
Giacomo da Recanati ou Giacomo di Nicola da Recanati, actif de 1412 à 1466 est  un peintre italien  qui fut actif au XVe siècle.

## Biographie
On ne sait pas grand-chose de lui ni de sa formation qui a défini sa technique de peinture.
On lui attribue des retables à Macerata, Treia, Montecassiano, Recanati, San Ginesio, Bologne (Pinacoteca Nazionale), Avignon (Musée du Petit Palais).

## Œuvres
- Madonna con Bambino e Santi, Pinacoteca civica, Recanati.
- Madonna dell'umiltà (1443), Museo Diocesano, Recanati.
- SS Giovanni Battista e Girolamo (1443), Pinacoteca Nazionale, Bologne.
- Incoronazione della Vergine (Couronnement de la Vierge) (1450), Parrocchiale di Santa Maria Assunta, Montecassiano.
- Fresques de San Ginesio, Chiesa di San Michele, San Ginesio.
- Le Martyre de saint André,
- Le Martyre de saint Flavien de Recanati, Musée du Petit Palais, Avignon[1].
- L'Intronisation de saint Flavien de Recanati, Musée du Petit Palais, Avignon[2].

## Sources
- (it) Cet article est partiellement ou en totalité issu de l’article de Wikipédia en italien intitulé « Giacomo da Recanati » (voir la liste des auteurs).